# Wiele hałasu o nic (film 1993)
Wiele hałasu o nic (ang. Much Ado About Nothing) – nakręcony we Włoszech film komediowy z 1993 w reżyserii Kennetha Branagha, ekranizacja komedii Wiele hałasu o nic Williama Szekspira.

## Obsada
- Kenneth Branagh – Benedick
- Emma Thompson – Beatrice
- Richard Briers – Leonato
- Keanu Reeves – Don John
- Kate Beckinsale – Hero
- Robert Sean Leonard – Claudio
- Denzel Washington – Don Pedro, książę Aragonii
- Michael Keaton – Dogberry
- Imelda Staunton –	Margaret
- Brian Blessed – Antonio

## Fabuła
Książę Aragonii Don Pedro wraca ze zwycięskiej wojny. Tymczasem Hero i Claudio zamierzają się pobrać. Wraz z księciem postanawiają wyswatać swoich przyjaciół - Beatryce i Benedicka. Obydwoje są wrogami instytucji małżeństwa, a na dodatek nie przepadają za sobą. Planom księcia i jego przyjaciół przeciwstawia się Don John, który nie chce dopuścić do zaślubin.